# Alexandru Epureanu
Alexandru Epureanu (Kisinyov, 1986. szeptember 27. –) válogatott moldáv labdarúgó, középhátvéd. Hazájában ötször választották az év labdarúgójának (2007, 2009, 2010, 2012, 2018).

## Pályafutása

### Klubcsapatban
2002 és 2004 között a Zimbru Chișinău, 2004 és 2006 között a Sheriff Tiraspol labdarúgója volt. A Zimbrúval két moldávkupa-győzelmet, a Sheriffel három bajnoki címet, egy kupagyőzelmet ért el. 2007 és 2014 között Oroszországban játszott. 2007 és 2009 között az FK Moszkva, 2010 és 2014 között a Gyinamo Moszkva játékosa volt. A Gyinamo 2012-ben a Krilja Szovetovnak, 2013-ban az Anzsi Mahacskalának adta kölcsön. 2014-ben hivatalosan is az Anzsi játékosa volt. 2014 óta a török İstanbul Başakşehir csapatában szerepel, ahol egy bajnoki címet nyert a csapattal. 2023 januárjában a szezon végéig aláírt az Ümraniyespor csapatához, majd innen is vonult vissza.
Hazájában ötször választották az év labdarúgójának (2007, 2009, 2010, 2012, 2018).

### A válogatottban
2006 óta 100 alkalommal szerepelt a moldáv válogatottban és hét gólt szerzett.

## Sikerei, díjai
- az év moldáv labdarúgója (2007, 2009, 2010, 2012, 2018)

 Zimbru Chișinău
- Moldáv kupa
  - győztes (2): 2003, 2004

 Sheriff Tiraspol
- Moldáv bajnokság
  - bajnok (3): 2004–05, 2005–06, 2006–07
- Moldáv kupa
  - győztes: 2006

 İstanbul Başakşehir
- Török bajnokság
  - bajnok: 2019–20